# 古市雅子
古市 雅子（ふるいち まさこ、1996年10月20日 - ）は、熊本県菊池市出身の女子レスリング選手である。階級は67kg級。身長165cm。

## 来歴
5歳の時に柔道を始めた。小学校5年生の時に身体能力の高さを見込まれてレスリングに転向した。小学校6年の時には日本オリンピック委員会が有望選手を集めてエリート教育を施す全寮制のJOCエリートアカデミーに一期生として入学するため熊本から上京して、ナショナルトレーニングセンターにおいて練習を積むことになった。他方、王子ジュニアレスリングクラブに所属して全国少年少女レスリング選手権大会45kg超級で2位となった。稲付中学校では2年から全国中学生選手権64kg級と全国中学選抜選手権70kg級で2連覇を果たした。3年の時にはジュニアクイーンズカップとジュニアオリンピックカデットの部65kg級で優勝すると、世界カデット選手権でも優勝を飾った。2012年に安部学院高校に進学すると、世界カデット選手権で2連覇を果たした。全日本レスリング選手権大会では、準決勝で至学館高校3年の土性沙羅に敗れて3位だった。2年の時には全日本選抜で3位だったものの、世界カデット選手権では史上初となる3連覇を達成した。3年になると、世界ジュニア67kg級でも優勝を飾った。2015年には日本大学へ進学すると、世界ジュニアで2連覇を達成した。2016年の世界ジュニアでは72kg級に出場して全試合をテクニカルフォール勝ちで優勝を飾り、世界ジュニア3連覇を成し遂げた。世界カデットの3連覇も含めれば6年連続で世界一となった。ゴールデングランプリ69kg級でも優勝を飾った。全日本レスリング選手権大会では75kg級に出場するも、決勝で鈴木博恵に敗れて2位だった。
2019年からは自衛隊体育学校の所属になった。全日本選抜68kg級では決勝でリオデジャネイロオリンピック金メダリストの土性沙羅に逆転負けを喫して2位だった。世界選手権には非オリンピック階級の72㎏級で出場すると、初戦でロシアのナタリア・ボロベワに敗れるも、その後の敗者復活戦を勝ち上がって3位になった。U-23世界選手権では68kg級に出場して優勝を果たした。これにより、3部門（カデット、ジュニア、U23）での世界一を達成した。2020年には全日本レスリング選手権大会の72㎏級で優勝した。2021年には全日本選抜選手権で優勝した。世界選手権では決勝でカザフスタンのジャミラ・バクベルゲノワを3－0で破って優勝した。なお、奥野春菜に続いて史上2人目となる世界カデット選手権、世界ジュニア選手権、U23世界選手権、シニア世界選手権の4部門制覇を成し遂げた。全日本レスリング選手権大会には68㎏級に出場するも、初戦で敗れるがその後3位になった。2022年の全日本選抜選手権では優勝した。世界選手権では準決勝でアメリカの選手に2－3で敗れるも、3位決定戦でトルコの選手を3－2で破って銅メダルを獲得した。

## 主な戦績
- 2008年 - 全国少年少女レスリング選手権大会 2位（45kg超級）
- 2010年 - ジュニアオリンピック カデットの部 2位（60kg級）
- 2010年 - 全国中学生選手権 優勝（64kg級）

65kg級での戦績
- 2010年 - 全日本女子オープン選手権 中学生の部 優勝
- 2010年 - 全国中学選抜選手権 優勝（70kg級）
- 2011年 - クリッパン女子国際大会 カデットの部 優勝
- 2011年 - ジュニアクイーンズカップ カデットの部 優勝
- 2011年 - ジュニアオリンピック カデットの部 優勝
- 2011年 - 全国中学生選手権 優勝（64kg級）
- 2011年 - 世界カデット選手権 優勝
- 2011年 - 全日本女子オープン選手権 中学生の部 優勝
- 2011年 - 全国中学選抜選手権 優勝（70kg級）
- 2012年 - クリッパン女子国際大会 カデットの部 優勝
- 2012年 - ジュニアクイーンズカップ カデットの部 優勝
- 2012年 - ジュニアオリンピック カデットの部 優勝
- 2012年 - 世界カデット選手権 優勝
- 2012年 - 全日本女子オープン選手権 カデットの部 優勝
- 2012年 - 全日本レスリング選手権大会 3位（67kg級）
- 2013年 - クリッパン女子国際大会 カデットの部 優勝
- 2013年 - ジュニアクイーンズカップ カデットの部 優勝
- 2013年 - ジュニアオリンピック カデットの部 2位（67kg級）
- 2013年 - 全日本選抜 3位（67kg級）
- 2013年 - インターハイ公開競技 優勝（70kg級）
- 2013年 - 世界カデット選手権 優勝
- 2013年 - 全日本女子オープン選手権 高校生の部 優勝（70kg級）
- 2014年 - クリッパン国際大会 シニアの部 3位（69kg級）

67kg級での戦績
- 2014年 - 世界ジュニア　優勝
- 2015年 - ジュニアクイーンズカップ・ジュニアの部　優勝
- 2015年 - ジュニアオリンピック　ジュニアの部　優勝
- 2015年 - 世界ジュニア　　優勝
- 2015年 - 全日本学生レスリング選手権大会　優勝(69kg級)
- 2015年 - 全日本レスリング選手権大会　3位(75kg級)
- 2016年 - クリッパン国際大会　優勝(69kg級)
- 2016年 - ジュニアクイーンズカップ・ジュニアの部　優勝(72kg級)
- 2016年 -　全日本選抜レスリング選手権大会　69kg級　優勝
- 2016年 - 世界ジュニア　　優勝(72kg級)
- 2016年 - ゴールデングランプリ　優勝(69kg級)

75kg級での戦績
- 2016年 - 全日本レスリング選手権大会　2位
- 2017年 -　アジア選手権 2位
- 2017年 -　全日本選抜　2位
- 2017年 -　全日本学生選手権　3位
- 2017年 -　ワールドカップ　優勝

72kg級での戦績
- 2017年 - 全日本レスリング選手権大会　2位
- 2018年 -　ヤリギン国際大会　2位
- 2018年 -　アジア選手権　3位
- 2018年 - ワールドカップ 優勝

68kg級での戦績
- 2019年 -　全日本選抜選手権　2位
- 2019年 -　世界選手権　3位(72kg級)
- 2019年 -　U-23世界選手権　優勝
- 2019年 - 全日本レスリング選手権大会　3位

72kg級での戦績
- 2020年 -　全日本レスリング選手権大会　優勝
- 2021年 -　全日本選抜選手権　優勝
- 2021年 -　世界選手権 優勝

68kg級での戦績
- 2021年 -　全日本レスリング選手権大会　3位
- 2022年 -　全日本選抜選手権　優勝
- 2022年 - 世界選手権　3位
- 2023年 -　全日本レスリング選手権大会　3位

72kg級での戦績
- 2024年 -　全日本レスリング選手権大会　優勝
- 2025年 -　アジア選手権 3位

。
(出典、)。